# Duarte Cardoso Pinto
Duarte Cardoso Pinto (ur. 17 marca 1982 w Lizbonie) – portugalski rugbysta grający na pozycji łącznika ataku, reprezentant kraju, uczestnik Pucharu Świata w 2007 roku, mistrz kraju.
Podczas kariery sportowej związany był z klubami AEIS Agronomia (z którym zdobył mistrzostwo kraju w sezonie 2006/07), Rugby Club Lisboa i Blagnac SCR, z którymi występował również w europejskich pucharach.
Z kadrą U-19 uczestniczył w mistrzostwach świata w 2000.
W reprezentacji Portugalii w latach 2003–2010 rozegrał łącznie 49 spotkań zdobywając 112 punktów. W 2007 roku został powołany na Puchar Świata, na którym wystąpił we wszystkich czterech meczach swojej drużyny.
Podjął się następnie pracy trenerskiej.